# Nina Jokuschies
Nina Jokuschies (* 4. August 1986 in Neumünster) ist eine ehemalige deutsche Fußballspielerin.

## Karriere

### Vereine
Jokuschies begann mit dem Fußballspielen beim Wittenseer SV, einem in Groß Wittensee im Kreis Rendsburg-Eckernförde beheimateten Sportverein und wechselte später in die Jugendabteilung von Holstein Kiel.
Zur Saison 2004/05 in die Erste Mannschaft aufgerückt, kam sie in der Regionalliga Nord zum Einsatz. Am Ende ihrer Premierensaison im Seniorinnenbereich gewann sie mit ihrer Mannschaft die regionale Meisterschaft und stieg somit in die 2. Bundesliga Nord auf. Nach vier Saisons für den Verein, der zweimal als Sechst- und zweimal als Siebtplatzierter diese beendete und im Wettbewerb um den DFB-Pokal vorzeitig ausschied, wurde sie vom Bundesligisten Hamburger SV zur Saison 2009/10 verpflichtet. Für diesen gab sie ihr Pflichtspieldebüt am 20. September 2009 (1. Spieltag) bei der 1:4-Niederlage im Bundesligaheimspiel gegen den FCR 2001 Duisburg über 90 Minuten. Nach 20 Punktspielen und einem Pokalspiel, bestritt sie in der darauffolgenden Saison 18 Punktspiele und zwei Pokalspiele. Ihr letztes Punktspiel für den Hamburger SV war von Erfolg gekrönt; mit ihrem Verein gewann sie am 20. Februar 2011 (20. Spieltag) beim FC Bayern München mit 4:1.

### Nationalmannschaft
Jokuschies bestritt im Jahr 2003 sieben Länderspiele für die U17-Nationalmannschaft und debütierte am 8. April beim 2:0-Sieg im Testspiel gegen die Auswahl Dänemarks. Für die U19-Nationalmannschaft betritt sie drei Einsätze mehr und nahm mit ihr an der vom 25. Juli bis 3. August 2003 im eigenen Land ausgetragenen Europameisterschaft teil, bestritt alle drei Spiele der Gruppe A und schied mit ihr aus dem Turnier aus. An der vom 10. bis 27. November 2004 in Thailand ausgetragenen Weltmeisterschaft nahm sie ebenfalls teil, wurde jedoch nur im letzten Spiel der Gruppe A, beim 3:3-Remis gegen die Auswahl Kanadas am 16. November in Bangkok eingesetzt. Ihren letzten Einsatz als Nationalspielerin hatte sie am 7. April 2005 beim 3:2-Sieg im Testspiel gegen die Auswahl der Niederlande.
Als Studentin nahm Jokuschies mit der Studentinnen-Nationalmannschaft des adh an der Universiade 2009 in Belgrad teil. Am 30. Juni, 3. und 4. Juli 2009 bestritt sie die drei Gruppenspiele – die ersten beiden über jeweils 90 Minuten – gegen die Studentenauswahlmannschaften Koreas (0:4), Brasiliens (0:3) und Südafrikas (7:2). In den Platzierungsspielen Platz 9 bis 12 kam sie am 8. Juli beim 4:0-Sieg über die Auswahl Serbiens ebenfalls zum Einsatz, wie im Spiel um Platz 9 bei der 0:2-Niederlage gegen die Auswahl Polens.

## Erfolge
Nationalmannschaft
- U19-Weltmeister 2004

Verein
- Meister Regionalliga Nord 2005

## Sonstiges
Nach ihrem Studium der Psychologie hat sie 2009 ihr Berufsfeld auf Sportpsychologisches Training und Coaching im Leistungssport ausgerichtet und ist zudem seit 2013 Sportpsychologin der Schweizer Fussballnationalmannschaft der Frauen.